# Siphonodentalium
Siphonodentalium là một chi có vỏ nhỏ trong họ Gadilidae.

## Các chi
- Siphonodentalium australasiae Boissevain, 1906
- Siphonodentalium booceras (Tomlin, 1926)
- Siphonodentalium colubridens (R. B. Watson, 1879)
- Siphonodentalium coronatum V. Scarabino & F. Scarabino, 2011
- Siphonodentalium dalli (Pilsbry & Sharp, 1898)
- Siphonodentalium delicatulum (Suter, 1913)
- Siphonodentalium hexaschistum (Boissevain, 1906)
- Siphonodentalium isaotakii Habe, 1953
- Siphonodentalium jaeckeli Scarabino, 1995
- Siphonodentalium japonicum Habe, 1960
- Siphonodentalium laubieri Bouchet & Warén, 1979
- Siphonodentalium lobatum (G. B. Sowerby II, 1860)
- Siphonodentalium longilobatum (Boissevain, 1906)
- Siphonodentalium magnum (Boissevain, 1906)
- Siphonodentalium minutum Z.-Y. Qi, X.-T. Ma & J.-L. Zhang, 1998
- Siphonodentalium okudai Habe, 1953
- Siphonodentalium promontorii (Barnard, 1963)
- Siphonodentalium summa (Okutani, 1964)